# Ratusz w Münsterze

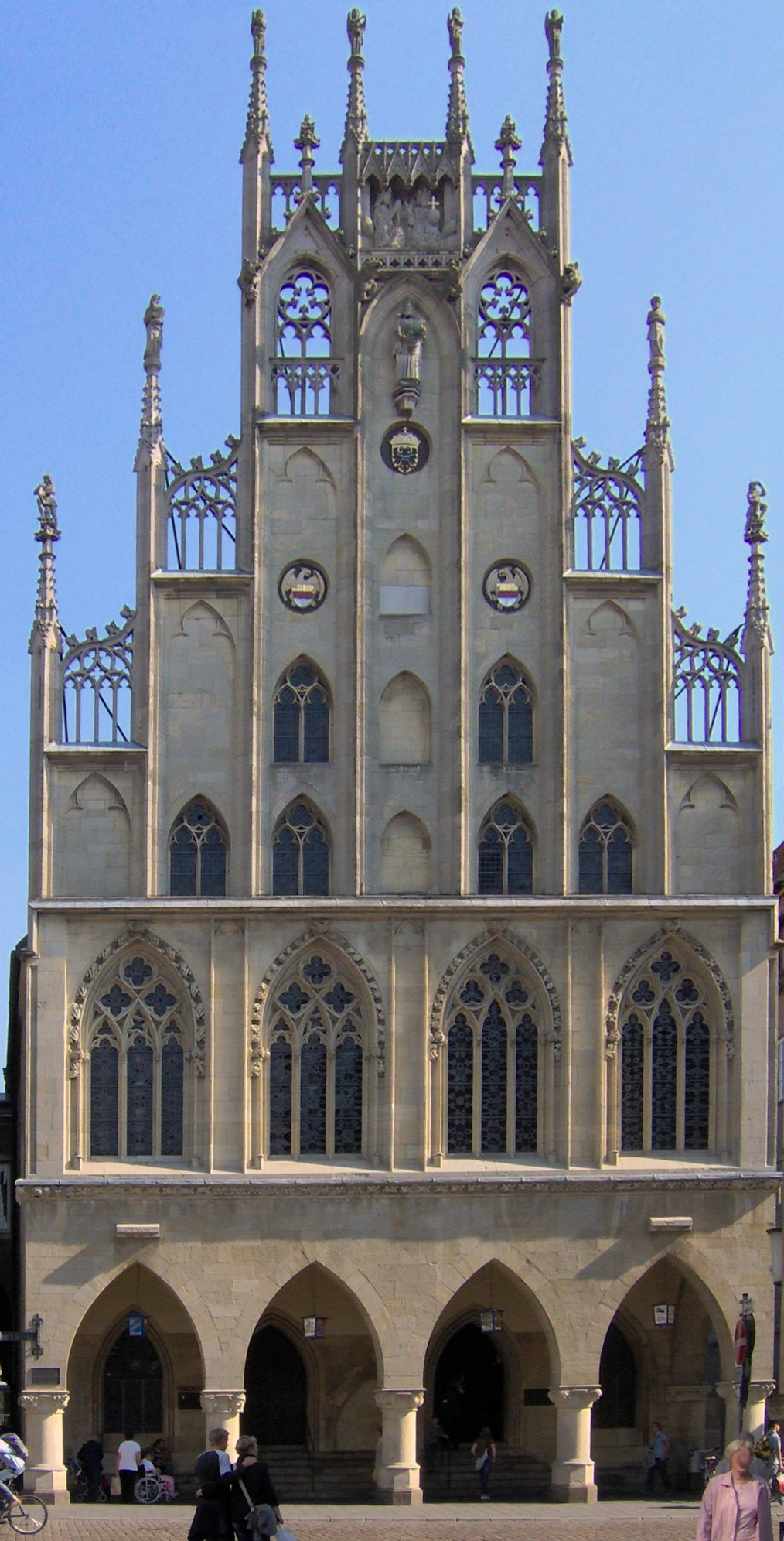
Ratusz w Münsterze (Monastyrze)

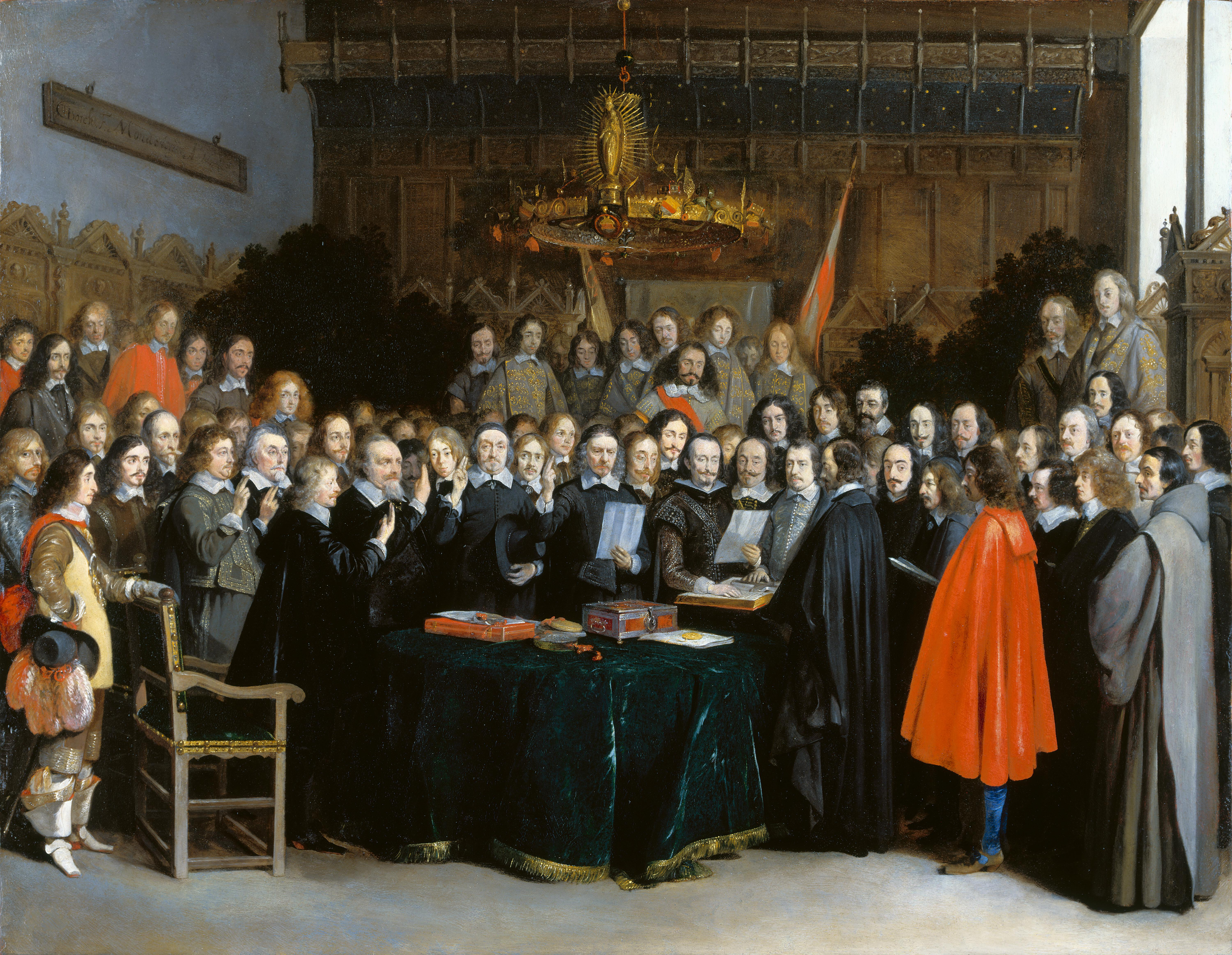
Gerard Terborch – Pokój westfalski w Münsterze

Ratusz w Münsterze – cenny obiekt miejskiej architektury gotyckiej, znany od 1170 roku, wzniesiony w obecnej postaci w XIV stuleciu, zniszczony podczas II wojny światowej, odbudowany, zaadaptowany na muzeum. Miejsce podpisania pokoju westfalskiego, kończącego wojnę trzydziestoletnią oraz wojnę osiemdziesięcioletnią. Sala Rady znana obecnie jako Sala Pokoju (Friedensaal), w której miały miejsce traktaty pokojowe, zachowała swój pierwotny wystrój. Położony jest w zabytkowym centrum Münsteru (pol. Monastyr) w Nadrenii Północnej-Westfalii w Niemczech – historycznej stolicy Westfalii – przy Prinzipalmarkt.

## Historia
Większość archiwów miejskich z okresu średniowiecza została zniszczona podczas powstań anabaptystów, które miały miejsce w 1534 i 1535. W 1170 Münster otrzymał prawa miejskie, data ta może oznaczać istnienie pierwotnego budynku dla członków Rady Miejskiej, w skład której wchodził sędzia i przedstawiciele ławy przysięgłych. Prawdopodobnie był to gmach w rejonie obecnego Prinzipalmarkt, nieopodal bramy św. Michała, prowadzącej na wzgórze katedralne (obecnie plac Katedralny). Następnie około połowy XIII w. wzniesiono budynek o konstrukcji szkieletowej, przeznaczony do celów municypalnych. Wkrótce Münster stał się silnym ośrodkiem mieszczaństwa, z powodzeniem konkurującego z biskupstwem, stąd też usytuowanie ratusza – decyzja o jego wybudowaniu nieopodal katedry była świadomym posunięciem patrycjatu, który zmierzał do całkowitej niezależności od biskupa. Obecny kamienny gmach ratusza powstawał w kilku fazach do schyłku XIV stulecia. Początkowo zbudowany gmach miał wymiary 14,50 m × 18 m, w ostatniej fazie został przedłużony o 4 metry na zachód. Powstały wówczas podcieniowy ganek i reprezentacyjna fasada zachodnia z bogatą dekoracją architektoniczną i rzeźbiarską.
Po powstaniach anabaptystów, podczas których ratusz uległ zniszczeniu, budynek odbudowano. W latach 1576–1577 nakryto go nowym dachem. Ratusz kilkakrotnie rozbudowywano, od strony wschodniej dobudowano Gruthaus z Małą Salą Obrad, w 1602 tzw. „Stubę” (Stoveken), a w latach 1773/1776 Salę Zimowa (Winterratskammer).
W latach 1643–1648 w ratuszu odbywał się kongres pokojowy mający na celu zakończenie wojny trzydziestoletniej. Mimo trwających walk Münster został ogłoszony miastem neutralnym. W kongresie uczestniczyli przedstawiciele zwaśnionych stron, austriackich Habsburgów i Królestwa Francji. Specjalnie na tę okazję ratusz został udekorowany przez artystę Everharda Alerdincka. Pamiątką bezpośrednio związaną z pokojem westfalskim jest puchar toastowy w formie koguta, prezentowany dziś w Sali Pokoju. Równolegle w dolnosaskim Osnabrücku, w tamtejszym ratuszu miały miejsce negocjacje pokojowe pomiędzy Cesarstwem a Królestwem Szwecji. Pokój westfalski podpisano w Münsterze 24 października 1648, wcześniej – 15 maja 1648 pokój podpisano w Osnabrücku. Równocześnie w ratuszu w Münsterze prowadzono rokowania pokojowe pomiędzy Hiszpanią i Niderlandami, które sfinalizowano podpisaniem pokoju (znanego w literaturze jako pokój w Münsterze) dnia 15 maja 1648. Hiszpańscy Habsburgowie uznali niepodległość Republiki Siedmiu Zjednoczonych Prowincji Niderlandzkich.
Bombardowania Münsteru dnia 28 października 1944 spowodowały niemal całkowite zniszczenie ratusza. Na domiar złego, ocalały z ognia gotycki szczyt zachodni runął wieczorem tegoż dnia i zachowały się jedynie dwie dolne kondygnacje. Większość wyposażenia wraz z wystrojem Sali Pokoju wcześniej ewakuowano do zamku Wöbbel (powiat Lippe), jednakże plany odbudowy gmachu na trzechsetną rocznicę podpisania pokoju westfalskiego zakończyły się fiaskiem. W latach 1950–1954, w związku ze zbliżającą się 310. rocznicą zakończenia wojny trzydziestoletniej, ratusz został odbudowany pod kierunkiem architektów Heinricha Bartmanna i Edmunda Scharfa.

## Architektura

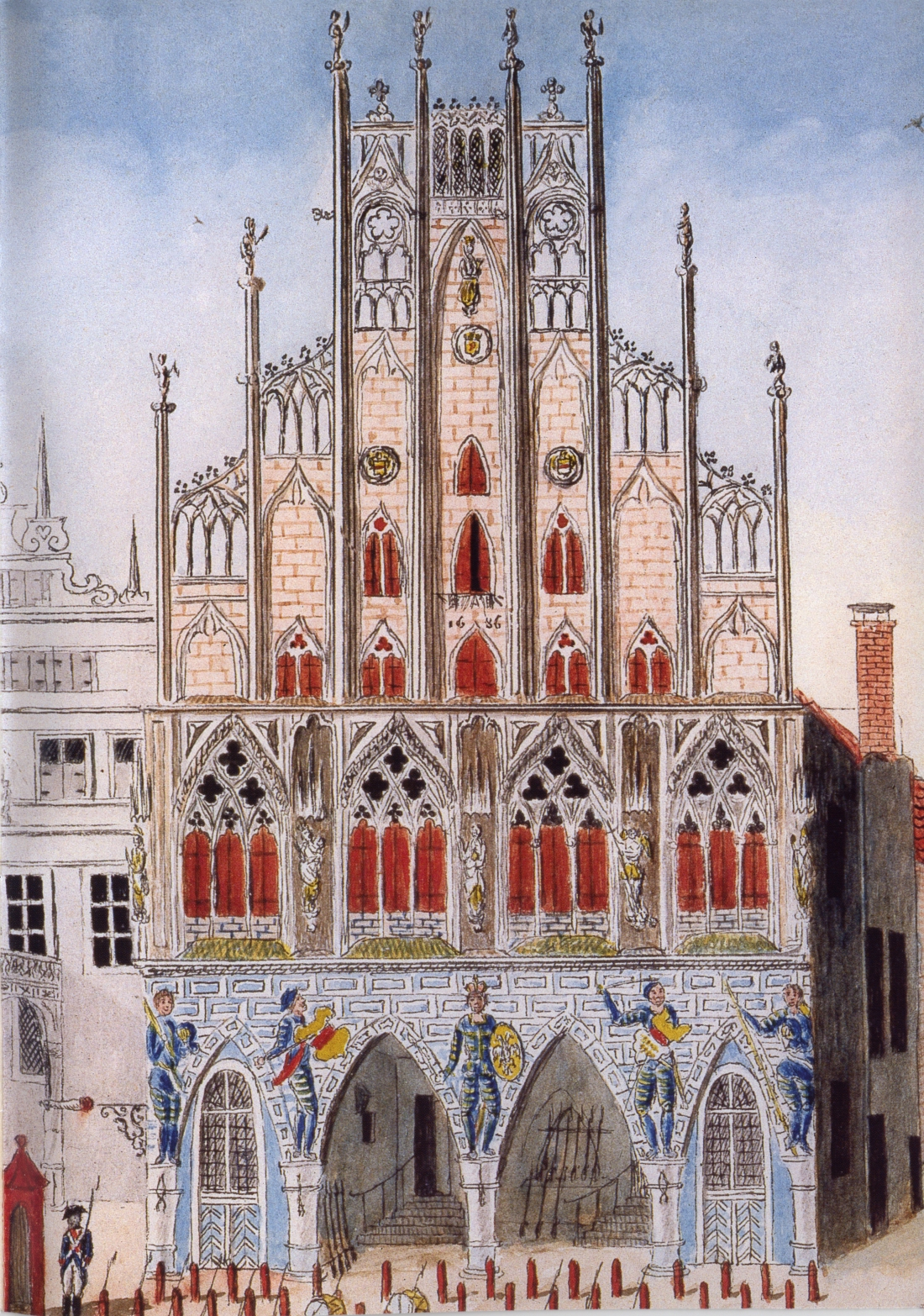
Ratusz w Münster na rysunku z 1800

Usytuowany pomiędzy ulicami Gruetgasse i Ratgasse z fasadą zachodnią od reprezentacyjnej ulicy Prinzipalmarkt ratusz monastyrski ma plan nieregularnego czworoboku, wydłużonego na osi wschód-zachód. Zbudowany jest głównie z kamienia, ciosu a także cegły (szczyt wschodni). Składa się z dwóch kondygnacji, przyziemia i piętra oraz poddasza z trzema kolejnymi kondygnacjami. Od strony południowo-wschodniej przylega do głównej części gmachu niska cylindryczna wieża schodowa wzniesiona po wojnie w miejsce zniszczonego prostokątnego w planie aneksu. Ściany wszystkie elewacje oprócz fasady są przeprute trójdzielnymi, prostokątnymi oknami, jedynie ponad podcieniami okna są ostrołukowe.
Reprezentacyjny charakter zachodniej fasady nadaje jej forma architektoniczna i dekoracja rzeźbiarska, która niegdyś zdobiła całą elewację, obecny stan jest szczątkowy. Dawne bogactwo i splendor dekoracji elewacji poświadcza ikonografia ratusza, m.in. dwa rysunki, z 1786 i ok. 1800.
Fasada podzielona jest na cztery, natomiast szczyt schodkowy na siedem osi wertykalnych. Przyziemie zdobią arkady podcieni w obrębie których znajdują się schody prowadzące do wejścia. Ostrołukowe arkady wspiera pięć cylindrycznych filarów o wysokich bazach, przysadzistych trzonach zwieńczonych kapitelami z dekoracją roślinną i zoomorficzną. Obecne kapitele są swobodną dawnych zniszczonych w 1944 o symbolice, która została ukazana za pomocą alternacji; kapitele pierwszej, trzeciej i piątej kolumny ilustrują cnoty, zaś drugiej i czwartej przywary. Skrajny lewy kapitel zdobią liście dębu, symbolizujące trwałość, następny kapitel zdobią mityczne stworzenia – syrena, bazyliszek, smok i centaur symbolizujące cechy szatana – oszustwo, śmierć, grzech i kłamstwo. Kapitel środkowej kolumny zdobią przedstawienia pantery, lwa, orła i feniksa oznaczające łagodność, siłę, odwagę i nawrócenie. Kolejny zdobią maski co utożsamia się z leśnymi demonami. Skrajny prawy kapitel zdobią liście winnej latorośli będące symbolem umiaru i mądrości, a ponadto symbolizują Mękę Chrystusową. Podczas odbudowy ratusza zaniechano wiernej rekonstrukcji kapiteli, zastępując ją swobodną stylizowaną dekoracją zoomorficzną, florystyczną i antropomorficzną. Kapitele skrajnych kolumn zdobią motywy stylizowanych krabów. W środkowym ukazano cztery żywioły, zaś obok po lewej cztery etapy życia człowieka, po prawej portrety czterech przywódców rewolty anabaptystów w XVI w.
Niegdyś, do 1824 przestrzenie powyżej arkad były pokryte sgraffito i polichromią z malowanymi wizerunkami cesarza Karola Wielkiego (pośrodku) oraz przedstawicieli biskupów-książąt Münster. Fryz oddzielający przyziemie od piętra zdobi dekoracja roślinna. Elewacje piętra zdobią cztery ostrołukowe okna z dekoracją maswerkową. Ościeża okien zdobią arkady z dekoracją roślinną, wsparte na smukłych kolumienkach. Ponadto do 1944 r. znajdowało się tu pięć figur: Jezusa Chrystusa, Marii, Archanioła Michała oraz pierwszego biskupa Münsteru – świętego Liudgera i patrona miasta – św. Lamberta. Figury te były umieszczone na zdobionych konsolach, ponad rzeźbami wznosiły się ozdobne baldachimy z fialami. Do dziś zachowały się figury obu biskupów.
Szczyt schodkowy zdobi dekoracja architektoniczna złożona z dziewięciu fial oddzielających ścianę przeprutą ostrołukowymi oknami. Ponadto każdą oś wieńczą przezrocza z ostrołukowymi arkadami z maswerkami. W tondach mieszczą się płaskorzeźbione figury z gryfami trzymającymi herb miasta i tarczę z herbem Cesarstwa Rzymskiego zwieńczoną koroną. Powyżej herbu cesarskiego znajduje się figura którą interpretuje się jako przedstawienie króla Salomona lub cesarza Karola Wielkiego. Wierzchołek szczytu zdobi swego rodzaju kapliczka wsparta na rzeźbionej konsoli zwieńczona czterema arkadami z wimpergami. Wewnątrz przedstawienie Triumfu Jezusa i Marii, które tworzą kamienne figury tronujących Zbawiciela i Matki Bożej. Nieznany artysta ukazał Chrystusa w geście błogosławieństwa i modlącą się do Niego Marię. Oboje ukoronowani, odziani są w silnie fałdowane szaty ostentacyjnie okazują swoją królewską godność, Chrystus w swej lewicy dzierży globus cruciger. Ideę i ceremonialny charakter Triumfu Jezusa i Marii dopełniają anioły ukazane na wierzchołkach pinakli wieńczących trzy środkowe osie. Boczne fiale wieńczą figury starotestamentowych proroków Mojżesza i Eliasza. Zachowany oryginały niektórych rzeźb mieszczą się wewnątrz ratusza. Zarówno forma szczytu jak dekoracja figuralna należą do najstarszych i oryginalnych rozwiązań w gotyckiej architekturze municypalnej; jest to transpozycja motywu znanego w tradycji sakralnej architektury doby gotyku.

## Wnętrza ratusza
Spośród sal historyczny charakter zachowały pięć pomieszczeń; Sala arkadowa, (Bogenhalle), Sala Miejska (Bürgerhalle), Sala Rady (Ratssal) znana jako Sala Pokoju (Friedenssal).
Sala arkadowa niegdyś była miejscem odbywania rozpraw sądowych, ponadto pełniła funkcję wartowni. W holu mieszczańskim będącym jednym z najstarszych części ratusza, znanym od 1330 mieści się obecnie centrum informacji turystycznej i część ekspozycji muzealnej którą tworzą m.in. zachowane elementy dekoracji rzeźbiarskiej szczytu zachodniego, zbroje rycerskie, broń sieczna (w tym miecz sądowy) dawne meble etc. Ponadto na suficie wisi model okrętu z XVII w. Do Sali Pokoju prowadzi współczesny portal o formach renesansowych którego nadproże zdobi pisana rzymską antykwą inskrypcja PAX OPTIMA RERUM. (Pokój jest dobrem najwyższym). Powyżej znajduje się herb Münsteru ozdobiony klejnotami. Dawny portal uległ zniszczeniom w 1944.

### Sala Pokoju

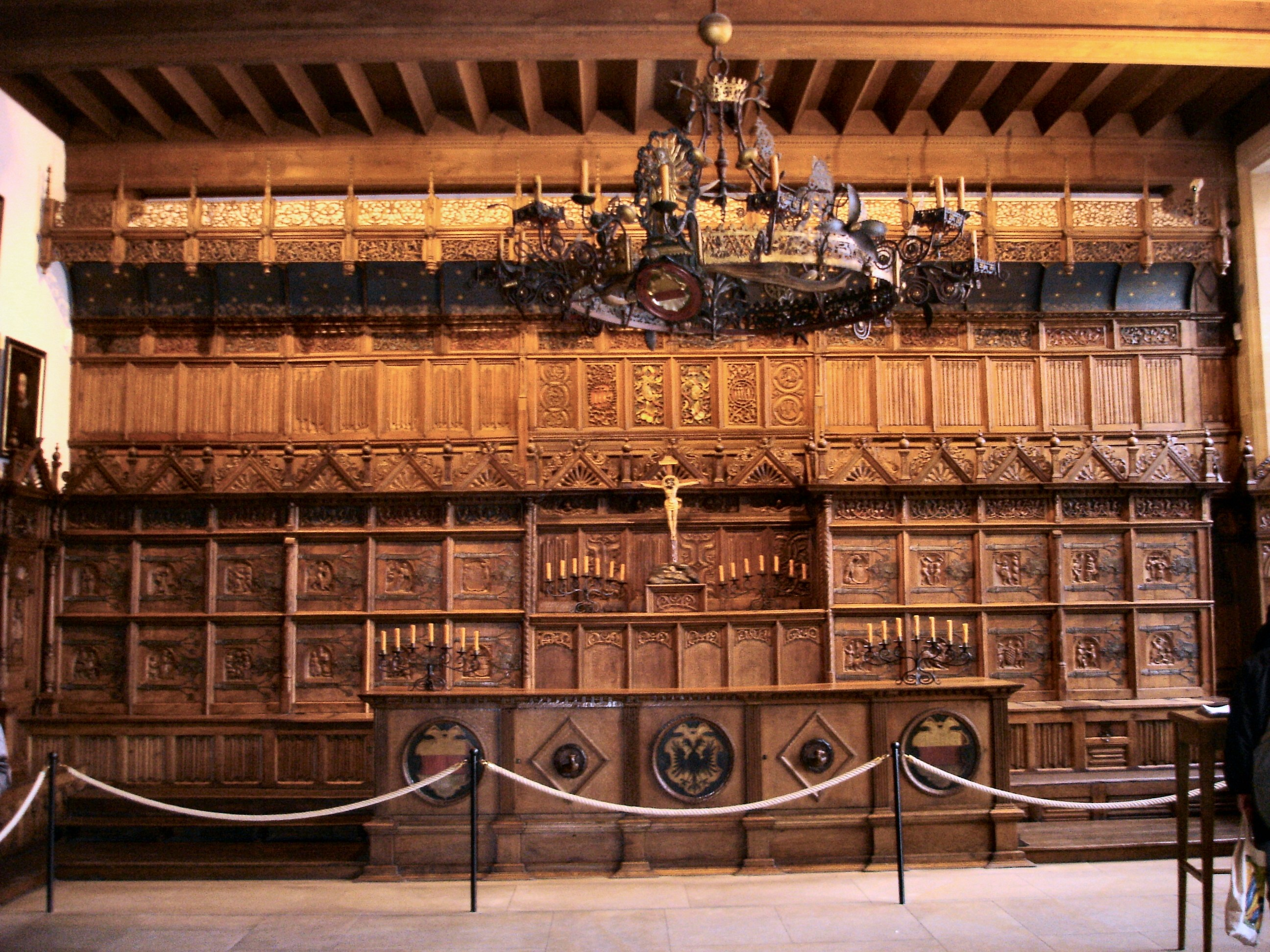
Wnętrze Sali Pokoju – ściana północna

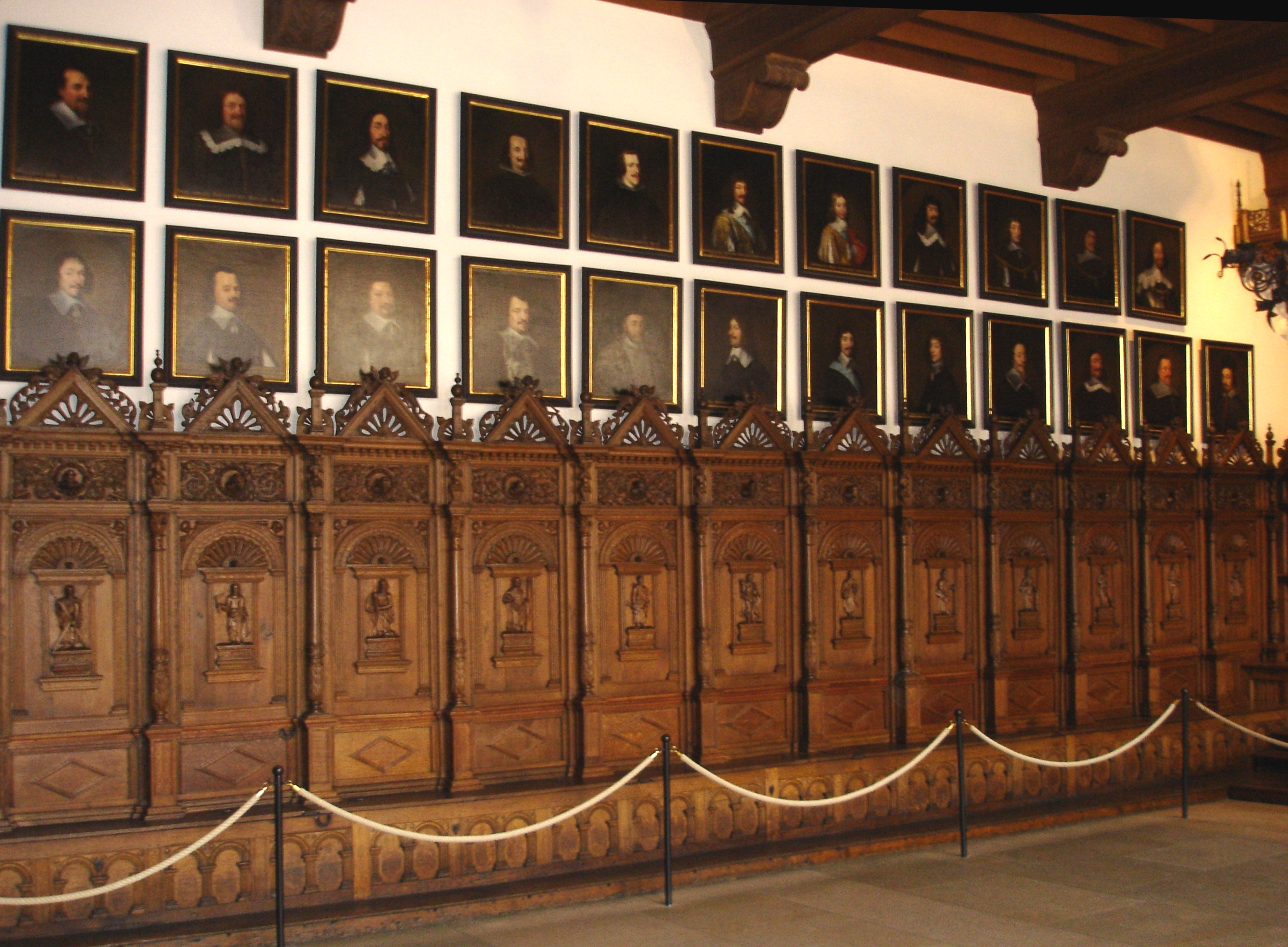
Zachodnia ściana Sali Pokoju

Sala Rady znana od XVIII stulecia Salą Pokoju (Friedenssaal) jest pomieszczeniem na planie prostokąta o wymiarach 10 m × 15 m zachowała w większości swój pierwotny wystrój o cechach renesansowych i manierystycznych z II połowy XVI w. Wystrój tworzy bogato dekorowana boazeria z umeblowaniem; w całości pokrywające ścianę północną, w dolnych partiach ściany wschodnią (z oknami) i zachodnią. Autorem większości dekoracji jest miejscowy malarz i stolarz Hermann tom Ring. Salę nakrywa drewniany strop. Południowa ściana ozdobiona jest obrazami, ponadto do niej przylega monumentalny kominek. Przy południowo-zachodnim narożu znajduje się wyjście z sali do holu mieszczańskiego mieszczące się w oddzielnym przybudówce-przejściu z drewnianą dekoracją o formach architektonicznych oraz wizerunkiem Chrystusa Zmartwychwstałego. Obok znajdują się długa ława z siedziskami dla dwunastu osób z zapleckami ozdobionymi płaskorzeźbami Dwunastu Apostołów. Boazerie ściany wschodniej obejmują dolną jej część wraz z wnękami okiennymi. W arkadach znajdują się reliefy z alegorycznymi przedstawieniami figuralnymi siedmiu sztuk wyzwolonych, czterech cnót kardynalnych, ponadto wizerunki Czterech Ewangelistów i proroków w tym Mojżesza. Bezpośrednio do ściany przylega ława z siedziskami dla 14 osób.
Północna ściana sali jest w całości umeblowana. Umeblowanie tworzą szafy przeznaczone do przechówku, danych, aktów i dokumentów. Część szafek jest zamykana drzwiczkami z płaskorzeźbionymi przedstawieniami świętych oraz wątkami biblijnymi. Pośrodku znajduje się prostokątna wnęka mieszcząca kapliczkę ze stołowym krucyfiksem i lichtarzami. Poprzedza ją wysunięty przed lico meblościanki pulpit, jego płyta frontowa ozdobiona jest herbami Cesarstwa i biskupstwa Münster. Południową ścianę zdobi monumentalny kominek z 1621 roku pochodzący z Kremarentskaus w Münster znanym także jako Dom Niderlandzki. Do 1944 istniał tu kominek z 1577 z reliefowymi przedstawieniami wątków z życia króla Salomona oraz rzeźbami Adama i Ewy po bokach zwieńczenia ozdobionego płaskorzeźbionym herbem miasta wspieranym przez dwa lwy.
Obecny kominek jest cennym przykładem wczesnobarokowego zduństwa i rzeźby. Składa się z dwóch rzeźbionych węgarów z kariatydami flankujących wnękę paleniska, które jest zamknięte spiżowymi drzwiczkami z płaskorzeźbionym reliefem z symbolami pokoju westfalskiego – trzech gołębic unoszących się ponad insygniami królewskimi. Uzupełnieniem kompozycji jest inskrypcja „Anno 1648. Pax optima rerum, 24. Oct.“ Od strony frontowej okap zdobi nadproże i potrójny szczyt z figurą Sprawiedliwości pośrodku oraz panopliami po bokach zwieńczonymi obeliskami. Na nadprożu reliefy przedstawiające wątki Przypowieści o bogaczu i Łazarzu; zaczerpnięte z Ewangelii św. Łukasza wątki ukazano w sposób narracyjny. We wnęce kominka znajduje się gablota ze srebrnym, pozłacanym pucharem toastowym w kształcie koguta używanym podczas obrad pokojowych wykonanym w 1599.
Na ścianach wisi zespół portretów uczestników kongresu pokojowego, namalowanych przez Anselma von Hulle i jego pomocnika Jana Baptista Florisa.
| Niderlandy            | Niderlandy      | Szwecja                      | Szwecja            | Hiszpania                                       | Hiszpania           | Francja                     | Francja                        | Wysłannicy cesarscy, Elektorat Czech | Wysłannicy cesarscy, Elektorat Czech | Wysłannicy cesarscy, Elektorat Czech  | Cesarz i mediatorzy pokojowi | Cesarz i mediatorzy pokojowi |
| Johann von Mathenesse | Adriaan Pauw    | Johan Adler Salvius          | Johann Oxenstierna | Gaspar de Bracmonte y Guzmán Graf von Peñaranda | Filip IV            | Henri II de Bourbon Orléans | Ludwik XIV                     | Johann Maximilian Graf von Lamberg   | Johann Ludwig Graf von Nassau        | Maximilian von und zu Trauttmansdorff | Ferdynand III                |                              |
| Frans van Donia       | Johann de Knuyt | Matthias Mylonius Biörenklou | Scherin Roesenhane | Antoine Brun                                    | Joseph de Bergaigne | Abel Servien                | Claude de Mesmes Comte d’Avaux | Ferdinand Graf von Walnstein         | Isaac Volmar                         | Johann Krane                          | Alvise Contarini             | Fabio Chigi                  |

| Komendant miasta Bazylei | Kominek | Wysłannicy elektorów         | Wysłannicy elektorów                 | Wysłannicy elektorów                       | Naroże południowo-zachodnie / Ściana zachodnia | Niderlandy               | Niderlandy       | Portal wejściowy |
| Johann Rudolf Wettstein  | Kominek | Johann von Sayn-Wittgenstein | Georg Christoph Freeherr von Haslang | Hugo Everhard Cratz Graf von Scharfenstein | Naroże południowo-zachodnie / Ściana zachodnia | Barthold von Gent        | Godart van Reede | Portal wejściowy |
| Johann von Reumont       | Kominek | Franz Wilhelm von Wartenberg | Johann Ernst von Pistorius           | Hugo Friedrich Freiherr von und zu Eltz    | Naroże południowo-zachodnie / Ściana zachodnia | Adriaen Clant van Stedum | Willem Ripperda  | Portal wejściowy |

Pośrodku sali na stropie zawieszono ozdobny świecznik w kształcie stylizowanej korony z elementami gotyckimi (m.in. płaskorzeźbą Madonny z Dzieciątkiem). Sam świecznik jest wyrobem niderlandzkim z początku XVII w.

## Galeria

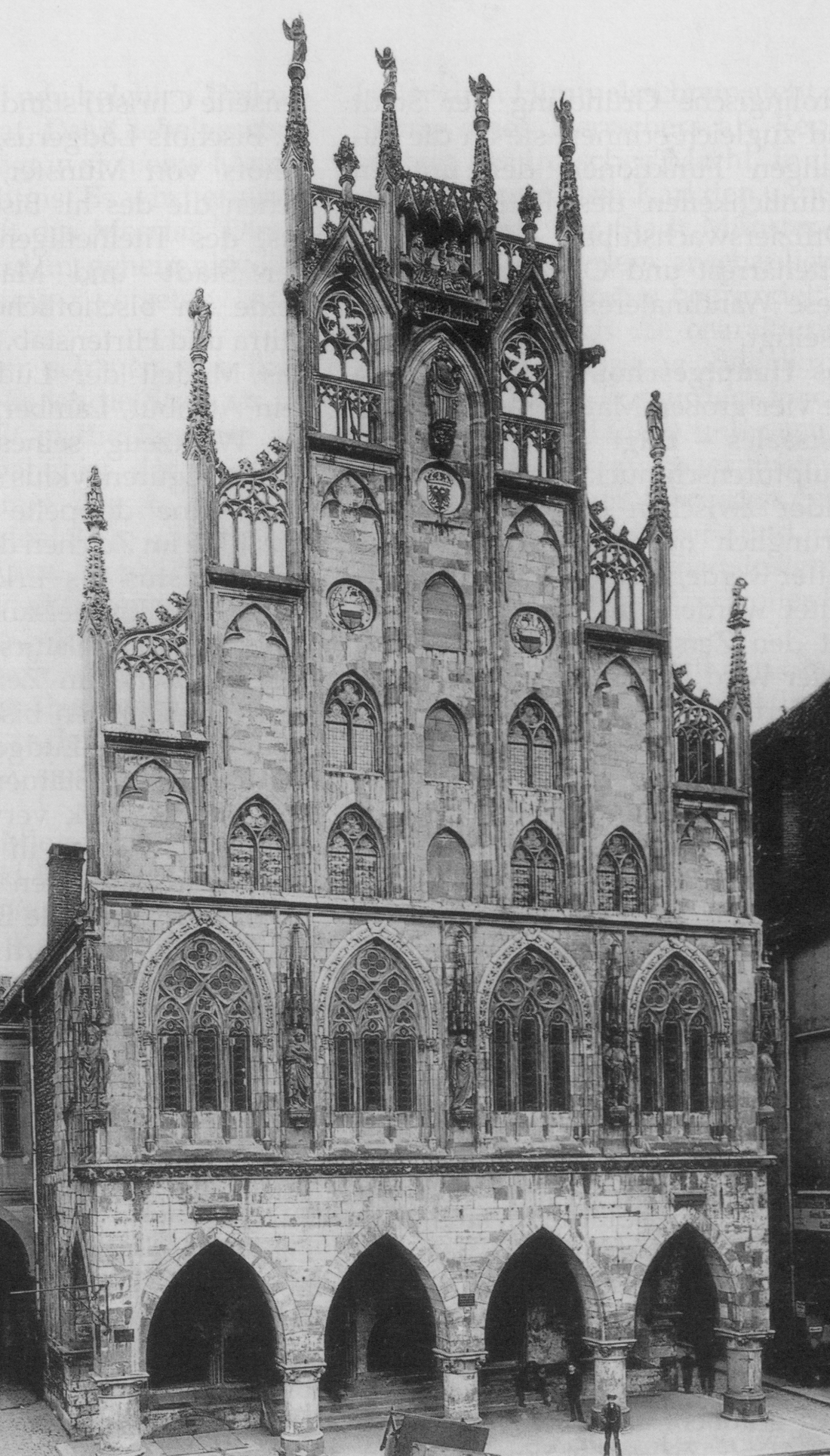
Ratusz w Münsterze, ok. 1900
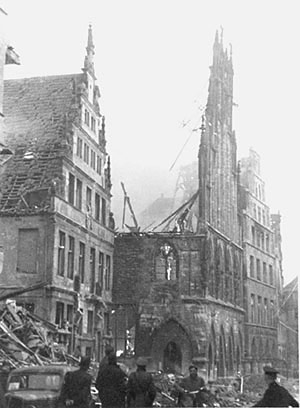
Zniszczony ratusz. Zdjęcie z dnia 28 października wkrótce przed zawaleniem szczytu.
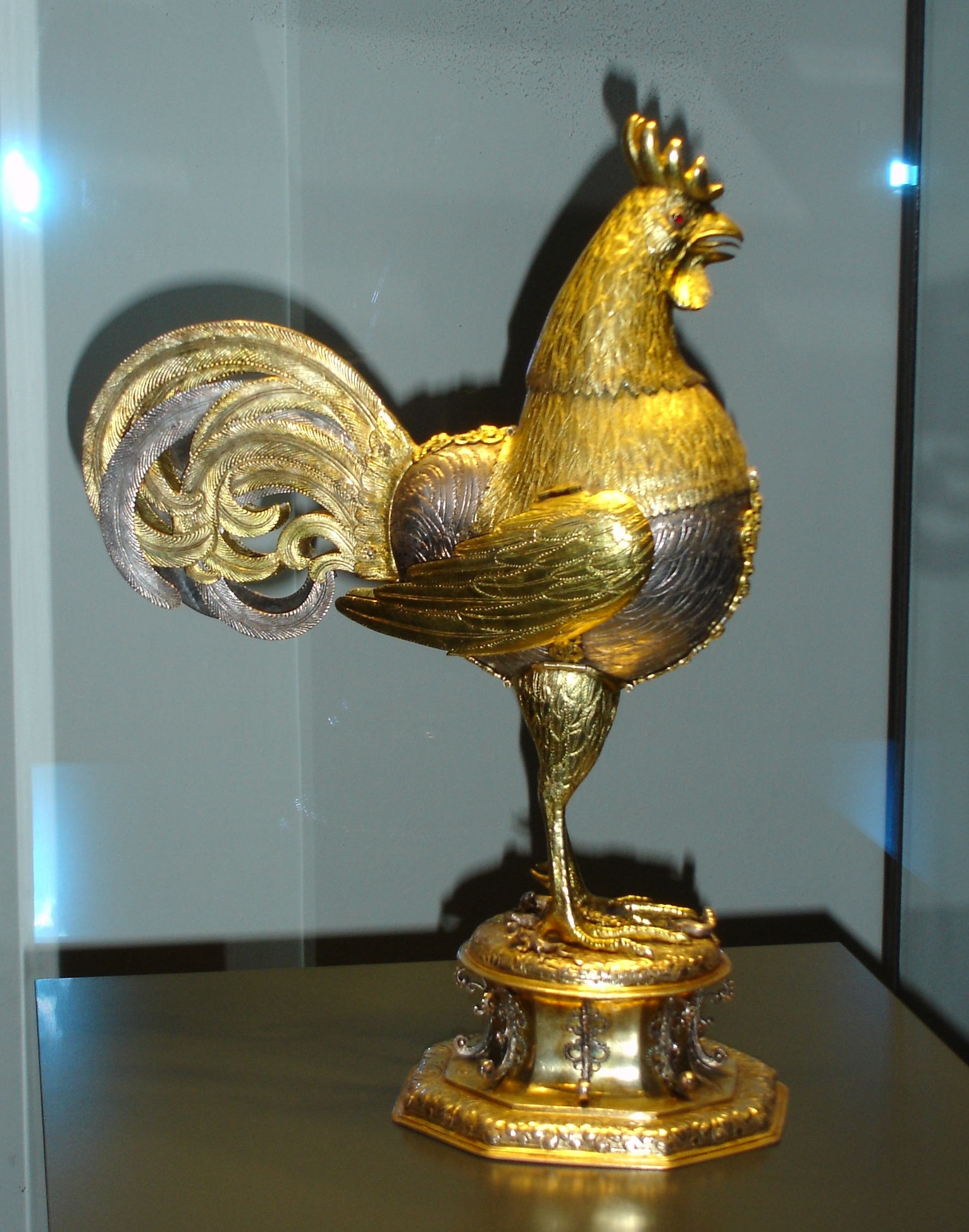
Złoty kogut – barokowy puchar z Sali Pokoju
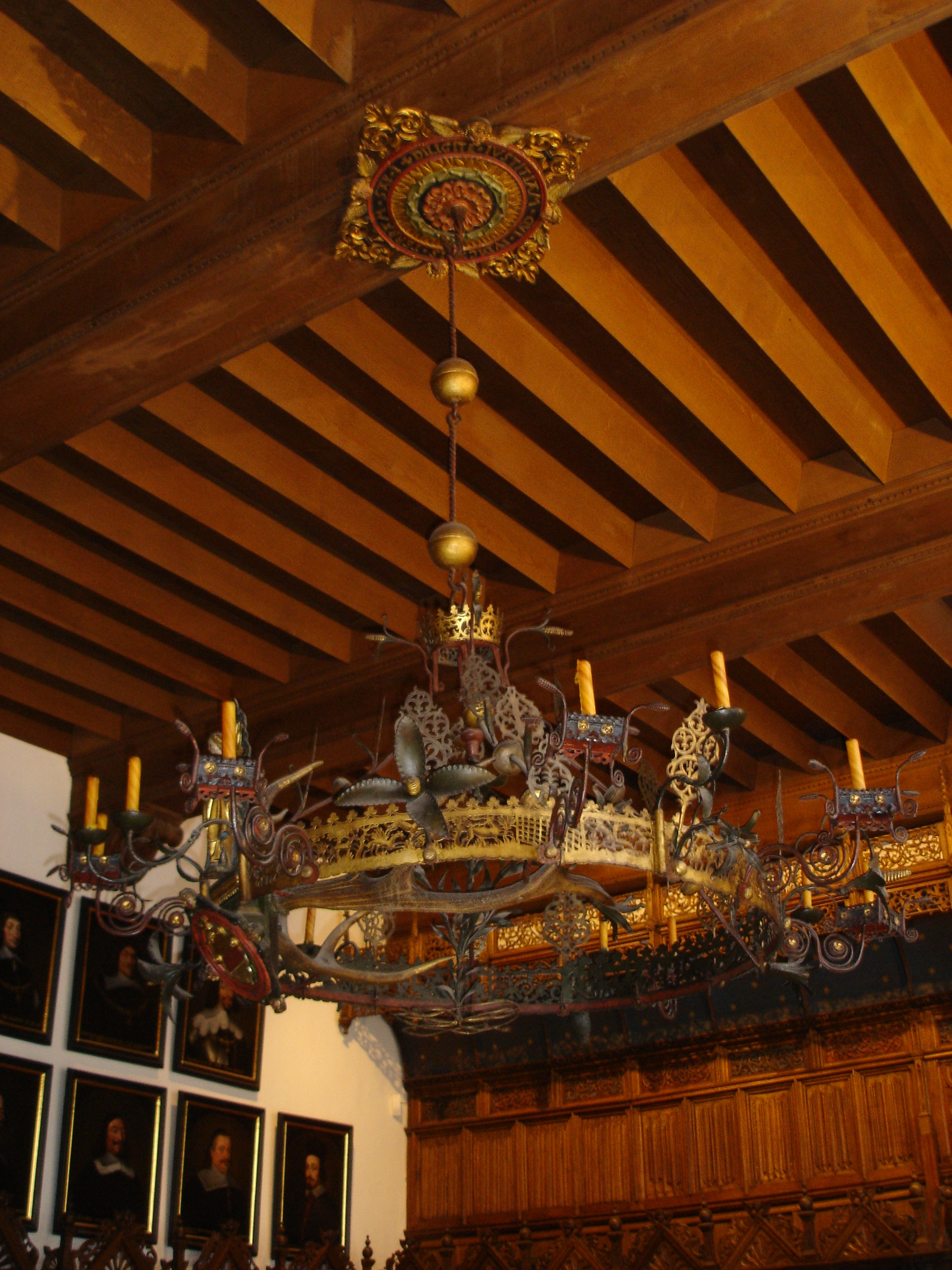
Zabytkowy żyrandol w Sali Pokoju
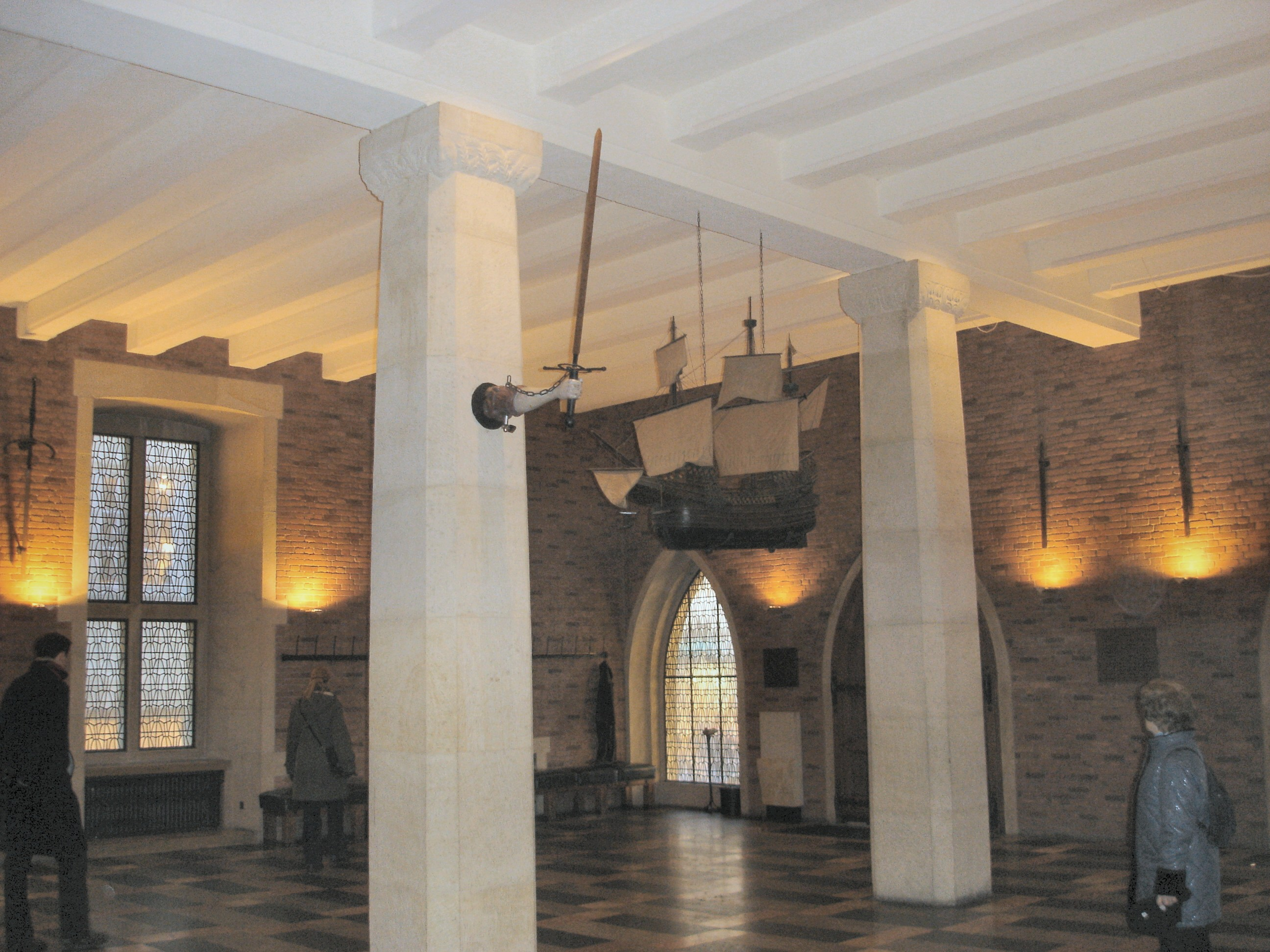
Wnętrze Holu Mieszczańskiego
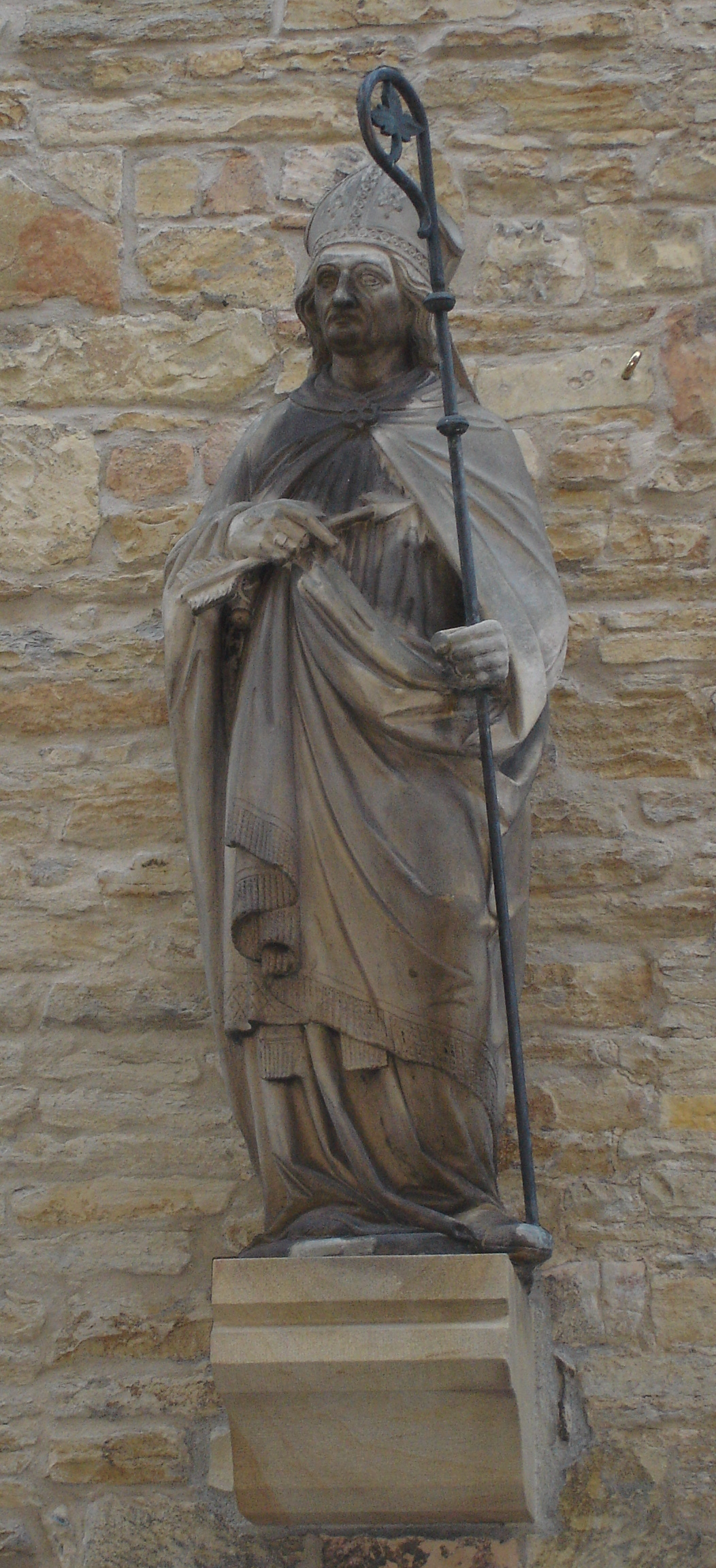
Figura św. Lambertusa z fasady ratusza
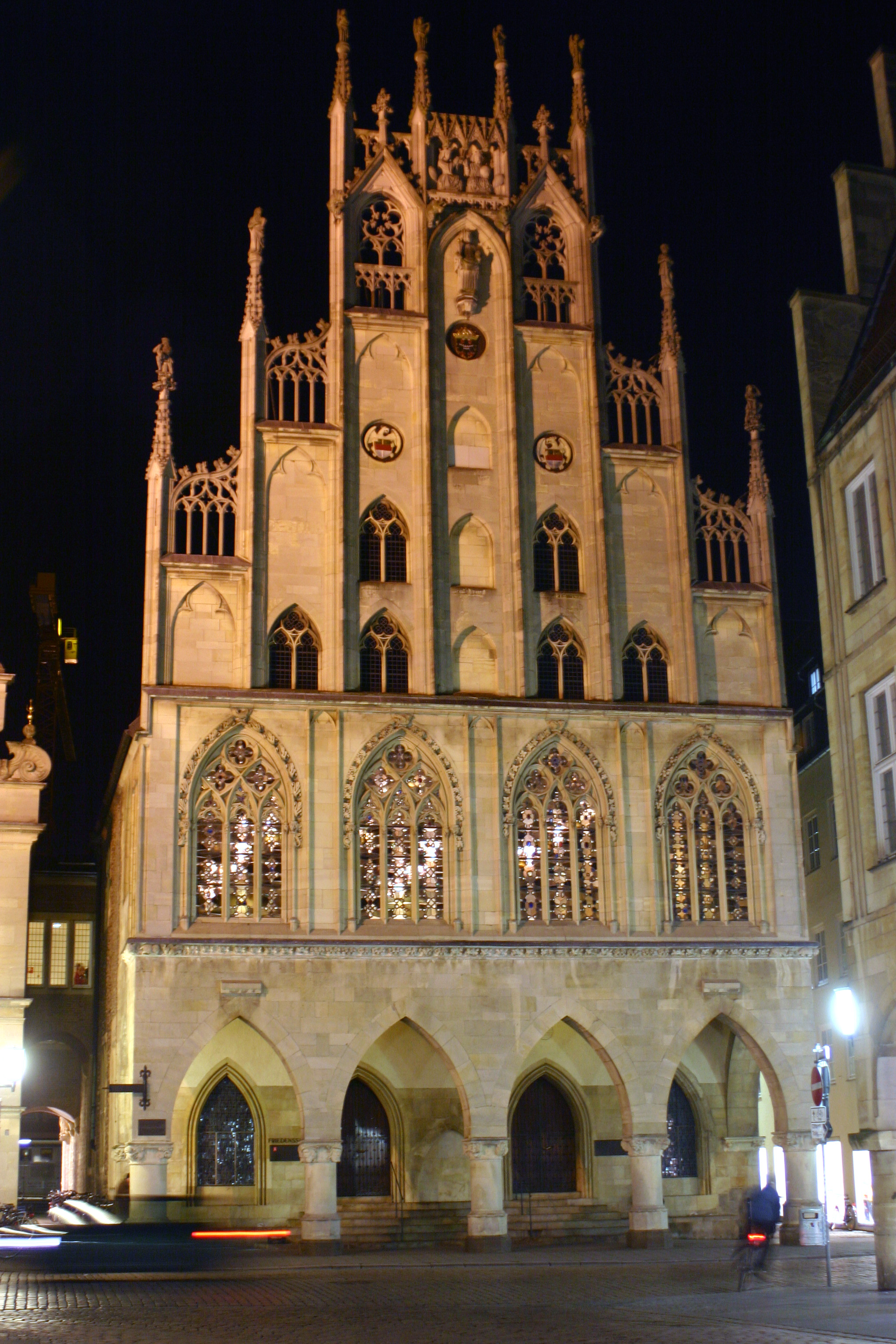
Ratusz w nocy